# Captain Morgane et la Tortue d'or
Captain Morgane et la Tortue d'or est un jeu vidéo d'aventure en pointer-et-cliquer développé par Wizarbox et édité par Reef Entertainment, sorti en 2012 sur Windows, Wii, PlayStation 3 et Nintendo DS.
C'est un jeu dérivé de So Blonde.

## Accueil
- Adventure Gamers : 3,5/5[1]
- Jeuxvideo.com : 13/20 (PC)[2] - 13/20 (Wii)[3] - 12/20 (PS3)[4] - 9/20 (DS)[5]